# Liphistius malayanus
Liphistius malayanus of  gelede spin is een spinnensoort uit de familie Liphistiidae. De soort komt voor in Maleisië.
De soort is beschermd. Deze spin is in de afgelopen vier miljoen jaar amper veranderd.